# Клочкова, Зинаида Георгиевна
Зинаида Георгиевна Клочкова (6 октября 1903, Санкт-Петербург — 29 июня 1972, Ленинград) — советская теннисистка, девятикратная чемпионка СССР (4 раза в женском парном разряде и 5 раз в смешанном парном разряде), заслуженный мастер спорта СССР (1947).

## Биография
Зинаида Клочкова родилась 6 октября 1903 года в Санкт-Петербурге. Начала играть в теннис в 19-летнем возрасте.
В 1927—1947 годах Клочкова 12 раз выступала в финалах чемпионата СССР по теннису в женском парном разряде, победив в четырёх из них (1935, 1936, 1938, 1940). Кроме этого, в 1925—1944 годах она 10 раз выступала в финалах чемпионата СССР в смешанном парном разряде, одержав победу в пяти из них (1927, 1932, 1934, 1938, 1944). В 1928 году она была финалисткой женских парных соревнований Всесоюзной спартакиады, теннисный турнир которой впоследствии вошёл в статистику в качестве чемпионата СССР по теннису 1928 года. На соревнованиях представляла ленинградские спортивные общества «Динамо» и «Спартак».
В 1927—1946 годах Клочкова семь раз входила в список сильнейших теннисисток СССР, лучшее место — второе (в 1934 году). В 1947 году ей было присвоено звание заслуженного мастера спорта СССР.
Начало Великой Отечественной войны застало Зинаиду Клочкову в Ленинграде — как раз за день до этого там начался теннисный матч Ленинград—Украина, который остался незавершённым. Чтобы помогать раненным на фронте бойцам, Клочкова решила стать медсестрой и записалась на курсы. Она вспоминала: «По окончании курсов лечебной физкультуры я пошла работать в госпиталь, где для меня всё было непривычным. В первые дни работы мне показалось, что для меня в столь напряжённой и трудной жизни лечебного учреждения нет места». Но через несколько месяцев ситуация изменилась, и в феврале 1943 года «Ленинградская правда» писала, что «хирурги в шутку называли Клочкову „чародейкой“», а «вновь прибывшие раненые быстро узнавали от товарищей, что вот у той сестрицы, высокой блондинки Зины, удивительно лёгкая рука». Клочкова была прообразом врача Анны Андреевны Соболевой — героини фильма Сергея Герасимова «Люди и звери», вышедшего в 1962 году.
В 1952 году Клочкова окончила Ленинградский техникум физической культуры. В 1955 году «в честь пятидесятилетия, за высокие личные спортивные результаты, а также плодотворную общественно-педагогическую деятельность» она была награждена значком «Отличник физической культуры».
Клочкова была тренером ряда известных советских теннисистов, в том числе Натальи Ветошниковой, Игоря Джелепова, Андрея Наседкина и Ирины Ярицыной. Была замужем за советским теннисистом Вячеславом Мультино.
Зинаида Клочкова скончалась 29 июня 1972 года. Похоронена на Богословском кладбище Санкт-Петербурга. В 2007 году она была включена в Зал российской теннисной славы.

## Выступления на турнирах

### Финалы чемпионата СССР

#### Парный разряд: 12 финалов (4 победы — 8 поражений)
| Результат | №  | Год  | Турнир         | Партнёрша           | Соперницы                         | Счёт           |
| Поражение | 1. | 1927 | Чемпионат СССР | Тамира Суходольская | Елена Александрова Нина Теплякова | 4-6, 6-8       |
| Поражение | 2. | 1928 | Чемпионат СССР | Тамира Суходольская | Ольга Фёдоровская Валентина Шлупп | 4-6, 3-6       |
| Поражение | 3. | 1932 | Чемпионат СССР | Мария Мейер         | Елена Александрова Софья Мальцева | 6-8, 6-4, 4-6  |
| Победа    | 1. | 1935 | Чемпионат СССР | Эллен Тис           | О. Капшанинова Мария Мейер        | 6-1, 6-4       |
| Победа    | 2. | 1936 | Чемпионат СССР | Эллен Тис           | Ольга Ольсен Нина Теплякова       | 4-6, 6-4, 6-2  |
| Поражение | 4. | 1937 | Чемпионат СССР | Эллен Тис           | Татьяна Налимова Ксения Сидоренко | 3-6, 4-6       |
| Победа    | 3. | 1938 | Чемпионат СССР | Галина Коровина     | Татьяна Налимова Эллен Тис        | 11-9, 3-6, 6-4 |
| Поражение | 5. | 1939 | Чемпионат СССР | Галина Коровина     | Татьяна Налимова Эллен Тис        | 11-9, 4-6, 4-6 |
| Победа    | 4. | 1940 | Чемпионат СССР | Галина Коровина     | Татьяна Налимова Эллен Тис        | 6-3, 7-9, 6-3  |
| Поражение | 6. | 1945 | Чемпионат СССР | Надежда Белоненко   | Галина Коровина Татьяна Налимова  | 3-6, 3-6       |
| Поражение | 7. | 1946 | Чемпионат СССР | Ольга Калмыкова     | Галина Коровина Татьяна Налимова  | 6-2, 3-6, 3-6  |
| Поражение | 8. | 1947 | Чемпионат СССР | Надежда Белоненко   | Галина Коровина Татьяна Налимова  | 3-6, 2-6       |

#### Смешанный парный разряд: 10 финалов (5 побед — 5 поражений)
| Результат | №  | Год  | Турнир         | Партнёр            | Соперники                           | Счёт           |
| Поражение | 1. | 1925 | Чемпионат СССР | Евгений Кудрявцев  | Елена Александрова Евгений Тихонов  | 6-8, 6-1, 3-6  |
| Победа    | 1. | 1927 | Чемпионат СССР | Евгений Кудрявцев  | Софья Мальцева Всеволод Вербицкий   | 7-5, 6-4       |
| Победа    | 2. | 1932 | Чемпионат СССР | Вячеслав Мультино  | Мария Мейер Евгений Кудрявцев       | 6-2, 8-6       |
| Победа    | 3. | 1934 | Чемпионат СССР | Вячеслав Мультино  | Ольга Калмыкова Е. Шайер            | 6-3, 6-1       |
| Поражение | 2. | 1935 | Чемпионат СССР | Вячеслав Мультино  | Мария Мейер Евгений Кудрявцев       | 4-6, 6-4, 8-10 |
| Поражение | 3. | 1936 | Чемпионат СССР | Вячеслав Мультино  | Татьяна Налимова Евгений Кудрявцев  | 7-9, 4-6       |
| Поражение | 4. | 1937 | Чемпионат СССР | Вячеслав Мультино  | Татьяна Налимова Евгений Кудрявцев  | 2-6, 2-6       |
| Победа    | 4. | 1938 | Чемпионат СССР | Эдуард Негребецкий | Татьяна Налимова Вячеслав Мультино  | 6-4, 6-2       |
| Поражение | 5. | 1939 | Чемпионат СССР | Владимир Лапин     | Татьяна Налимова Эдуард Негребецкий | 4-6, 7-5, 1-6  |
| Победа    | 5. | 1944 | Чемпионат СССР | Николай Озеров     | Галина Коровина Евгений Кудрявцев   | 6-1, 7-5       |